# 12 Wasted Years
12 Wasted Years – piąte wideo heavymetalowej grupy Iron Maiden, wydane w 1987. Film przedstawia 12-letnią historię zespołu (1975-1987), 14 najlepszych utworów kapeli (do roku 1987), wywiady z muzykami oraz przebieg kariery zespołu. Reedycja albumu miała miejsce w 2004 roku na DVD pt. "The Early Days". 

## Lista utworów
1. "Stranger in a Strange Land" (wideo promocyjne 1986)
2. "Charlotte the Harlot" (na żywo 1980)
3. "Running Free" (na żywo 1980)
4. "Women in Uniform" (wideo promocyjne 1980)
5. "Murders In The Rue Morgue" (na żywo 1982)
6. "Children of the Damned" (na żywo 1982)
7. "The Number of The Beast" (na żywo 1985)
8. "Total Eclipse" (na żywo 1982)
9. "Iron Maiden" (na żywo 1983)
10. "Sanctuary" (na żywo 1982)
11. "The Prisoner" (na żywo 1982)
12. "22, Acacia Avenue" (na żywo 1983)
13. "Wasted Years" (na żywo 1986)
14. "The Trooper" (na żywo 1985)